# 巴腾贝格的路易斯亲王
第一代米爾福德黑文侯爵路易斯·亞歷山大·蒙巴頓海军元帅（Louis Alexander Mountbatten, 1st Marquess of Milford Haven，1854年5月24日—1921年9月11日)，本來是巴頓堡的路克維希·亞歷山大亲王（Prince Louis Alexander of Battenberg）。出身黑森大公國，是黑森和莱茵亚历山大亲王的长子，後歸化英国，娶了维多利亚女王的外孙女維多利亞公主，並且在英国皇家海军飛黃騰達，成为未来国王爱德华七世的保护者。第一次世界大戰期間，他在喬治五世的建議下，將原本的姓氏「巴頓堡」給盎格魯化為「蒙巴頓」，成為了蒙巴頓家族的創始人。
他是愛丁堡公爵菲利普親王的外祖父，查爾斯三世的外曾祖父。

## 子嗣
- 路易斯·亞歷山大·蒙巴頓
  - 長女：巴頓堡公主愛麗絲 = 希臘和丹麥親王安德烈阿斯
    - 外孫女：希臘和丹麥公主瑪格麗塔 = 霍恩洛厄-蘭根堡親王戈特弗里德
    - 外孫女：希臘和丹麥公主西奧多拉 = 巴登藩侯貝托爾德
      - 巴登公主瑪格麗塔（1932年-）
      - 巴登藩侯米利安（1933年-）
      - 巴登親王路德維希·威廉（1937年-）

    - 外孫女：希臘和丹麥公主塞西莉婭 = 黑森和萊茵河畔大公世子格奧爾格·多納圖斯
      - 黑森和萊茵河畔親王路德維希（1931年-1937年）
      - 黑森和萊茵河畔親王亞歷山大（1933年-1937年）
      - 黑森和萊茵河畔公主約翰娜（1936年-1939年）

    - 外孫女：希臘和丹麥公主索菲 = 黑森親王克里斯托夫、漢諾威親王喬治·威廉
      - 黑森公主克里斯蒂娜（1933年-2011年）
      - 黑森公主多蘿西婭（1934年-）
      - 黑森親王卡爾（1937年-）
      - 黑森親王萊納（1939年-）
      - 黑森公主克拉麗莎（1944年-）
      - 漢諾威親王韋爾夫恩斯特（1947年-1981年）
      - 漢諾威親王格奧爾格（1949年-）
      - 漢諾威公主弗雷德里克（1954年-）

    - 外孫：愛丁堡公爵菲利普親王 = 伊麗莎白二世
      - 查爾斯三世
      - 安妮長公主
      - 約克公爵安德魯王子
      - 威塞克斯伯爵愛德華王子

  - 次女：巴頓堡公主路易絲·蒙巴頓 = 古斯塔夫六世·阿道夫
  - 長子：第二代米尔福德黑文侯爵喬治·蒙巴頓（1892-1938）
    - 孫女：塔蒂亞娜·蒙巴頓（1917-1988）
    - 孫子：第三代米尔福德黑文侯爵大衛·蒙巴頓（1919-1970）
      - 曾孫：第四代米尔福德黑文侯爵喬治·蒙巴頓（1961-）
        - 玄孫女：塔蒂亞娜·蒙巴頓（1990-）
        - 玄孫：亨利·蒙巴頓，梅迪納伯爵（1991-）

      - 曾孫：伊瓦爾·蒙巴頓（1963-）

  - 次子：第一代緬甸的蒙巴頓伯爵路易斯·蒙巴頓（1900-1979）
    - 孫女：第二代緬甸的蒙巴頓女伯爵派翠西亞·納奇布爾（1924-2017）
      - 曾外孫：第三代緬甸的蒙巴頓伯爵諾頓·納奇布爾（1947-）
      - 曾外孫：麥可·約翰·納奇布爾（1950-）
      - 曾外孫：安東尼·納奇布爾（1952-1952）
      - 曾外孫女：喬安娜·納奇布爾（1955-）
      - 曾外孫女：阿曼達·納奇布爾（1957-）
      - 曾外孫：菲利普·納奇布爾（1961-）
      - 曾外孫：尼古拉斯·納奇布爾（1964-1979）
      - 曾外孫：蒂莫西·納奇布爾（1964-）

    - 孫女：帕梅拉·希克斯（1929-）
      - 曾外孫女：埃德溫娜·希克斯（1961-）
      - 曾外孫：阿什利·希克斯（1963-）
      - 曾外孫女：印地亞·希克斯（1967-）

| 前任： 阿瑟·尼维特·威尔逊 | 第二海务大臣     | 繼任： 约翰·杰利科 |
| 前任： 弗朗西斯·布莱吉曼  | 第一海务大臣     | 繼任： 约翰·费舍尔 |
| 前任： 新爵位             | 米尔福德黑文侯爵 | 繼任： 乔治·蒙巴顿 |